# Survival of the Fittest (romanzo)
Survival of the Fittest (inedito in Italia) è il dodicesimo romanzo giallo dello scrittore statunitense Jonathan Kellerman, che ha come protagonista lo psicologo Alex Delaware. Ha raggiunto la seconda posizione nella lista dei tascabili best seller del New York Times

## Trama
Il romanzo tratta dell'omicidio della figlia di un diplomatico israeliano. L'omicidio sembra eccezionalmente crudele, in quanto la ragazza aveva una disabilità dello sviluppo. Dalla posizione del corpo e dal luogo del crimine, il movente dell'omicidio non è chiaro, finché altre persone con altre disabilità - persone cieche, con basso quoziente intellettivo, eccetera - e degli strani simboli non compaiono sulla scena. Ed è solo quando Milo e Alex vengono a conoscenza di un complotto molto crudele e auto-celebrativo per praticare l'eugenetica che riescono a gettare un po' di luce su questo caso molto oscuro.